# Psychotria breedlovei
Psychotria breedlovei är en måreväxtart som beskrevs av David H. Lorence. Psychotria breedlovei ingår i släktet Psychotria och familjen måreväxter. Inga underarter finns listade i Catalogue of Life.